# Nursi
Nursi (Duits: Nursie) is een plaats in de Estlandse gemeente Rõuge, provincie Võrumaa. De plaats heeft de status van dorp (Estisch: küla).

## Bevolking
Het dorp had 111 inwoners op 31 december 2011 en 140 inwoners op 31 december 2021.

## Ligging
Nursi ligt aan de Tugimaantee 67, de weg van Võru naar Valga, en aan de rivier Rõuge (Estisch: Rõuge jõgi), een zijrivier van de Võhandu.

## Geschiedenis
In 1627 werden voor het eerst een dorp en een molen Nursi genoemd op het landgoed van Rõuge. In het midden van de 17e eeuw werd Nursi een zelfstandig landgoed. In 1765 werd het landgoed opgedeeld in Vana-Nursi en Vastse-Nursi (Oud-Nursi en Nieuw-Nursi, Duits: Alt-Nursie en Neu-Nursie). Vana-Nursi ligt in de gemeente Võru vald, Vastse-Nursi is het huidige Nursi in de gemeente Rõuge.
Neu-Nursie was voor de onteigening door het onafhankelijk geworden Estland in 1919 in handen van de familie von Wahl. Tussen 1890 en 1939 vormden Vana-Nursi en Vastse-Nursi samen een gemeente Nursi. Ook daarna bleven ze nog een tijd bij elkaar in de gemeente Kasaritsa, die bestond tot 1950. In 1977 kreeg Vastse-Nursi de naam Nursi.
Het voormalige gemeentehuis van de gemeente Nursi staat in het huidige dorp Nursi. Het is een monument. Een tweede monument in Nursi is een voorraadschuur die is gebouwd in de tweede helft van de 19e eeuw. Ze wordt gebruikt als jeugdhuis.
Na de Tweede Wereldoorlog werden de buurdorpen Horsa en Kaku bij Nursi gevoegd. In 1997 werden het weer zelfstandige dorpen.

## Foto's

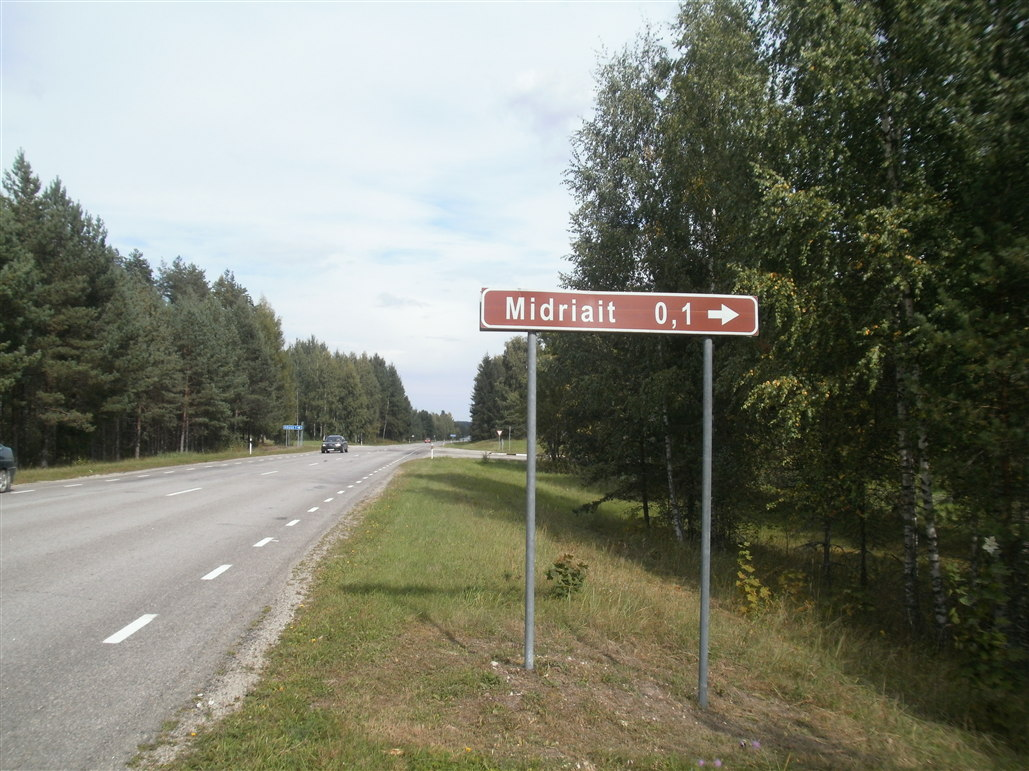
Wegwijzer naar de schuur
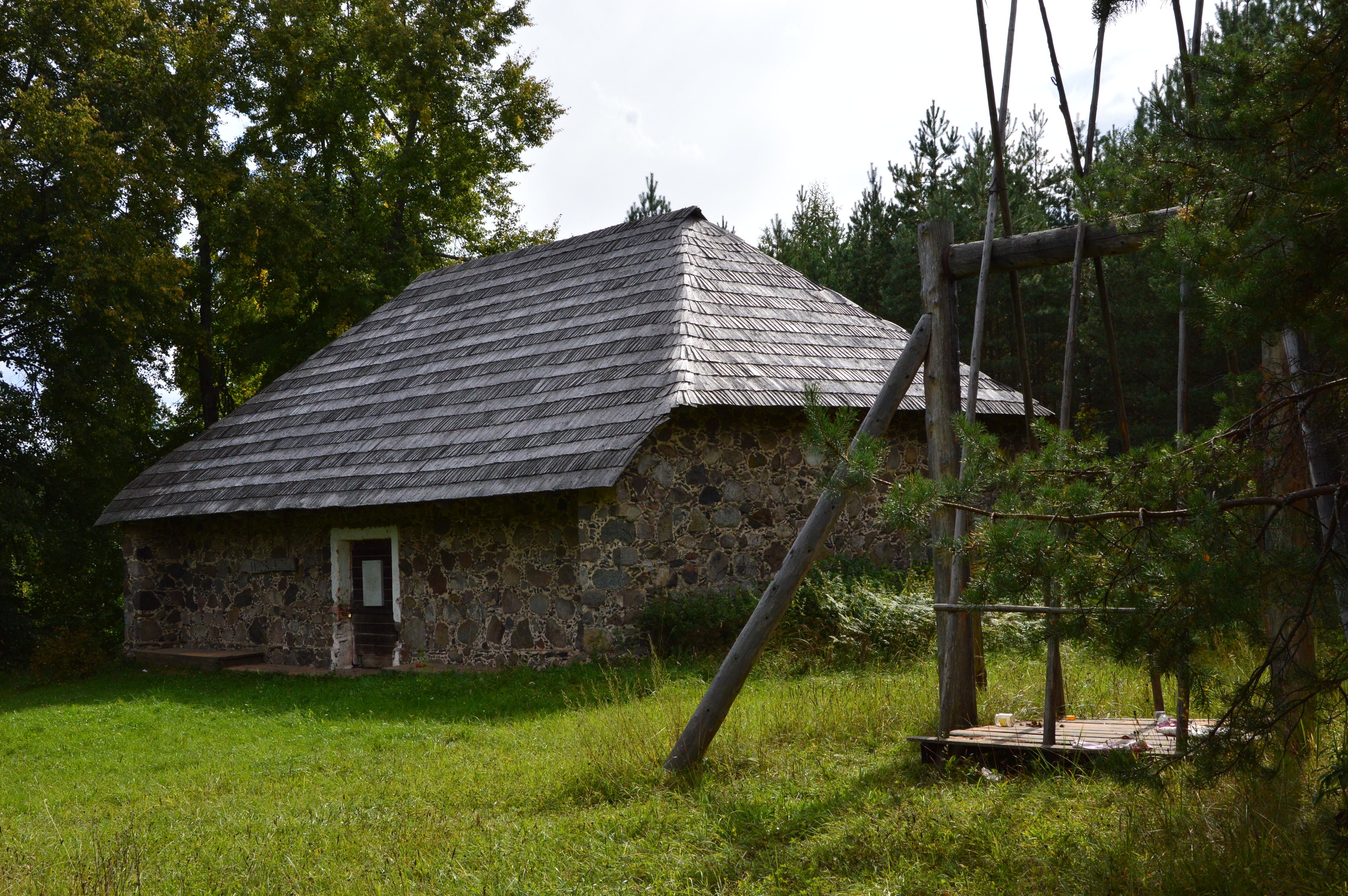
Voorraadschuur
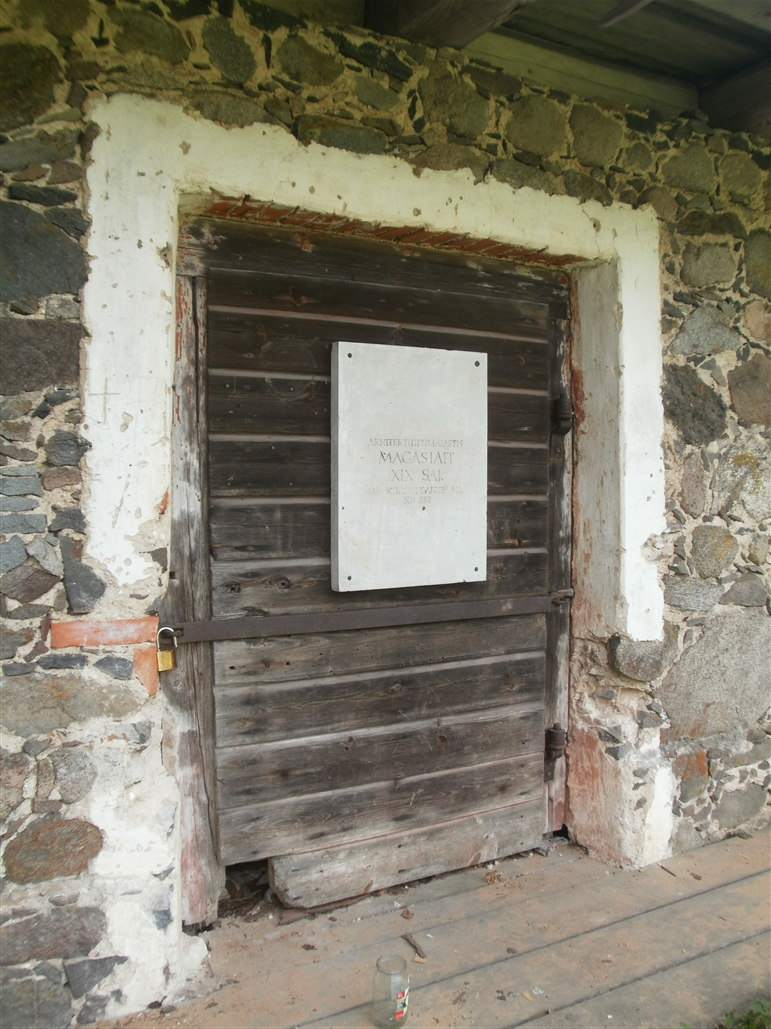
Toegangsdeur